# بریستول ژوپیتر
بریستول ژوپیتر (به انگلیسی: Bristol Jupiter) یک نوع موتور هواگرد ساختِ کارخانهٔ بریستول ایروپلین در کشور بریتانیا بود.